# جيمس ديموناكو
جيمس ديموناكو (بالإنجليزية: James DeMonaco)‏ (و. 1969  م) هو مخرج أفلام، وكاتب سيناريو، ومنتج أفلام، وكاتب أمريكي، ولد في بروكلين.

## التعليم
تعلم في جامعة نيويورك.

## وصلات خارجية
- جيمس ديموناكو على موقع IMDb (الإنجليزية)
- جيمس ديموناكو على موقع روتن توميتوز (الإنجليزية)
- جيمس ديموناكو على موقع ألو سيني (الفرنسية)
- جيمس ديموناكو على موقع أول موفي (الإنجليزية)
- جيمس ديموناكو على موقع بوكس أوفيس موجو (الإنجليزية)
- جيمس ديموناكو على موقع قاعدة بيانات الأفلام السويدية (السويدية)
- جيمس ديموناكو على موقع قاعدة بيانات الفيلم (الإنجليزية)
- جيمس ديموناكو على موقع كينوبويسك (الروسية)